# River Keekle
Der River Keekle ist ein Wasserlauf in Cumbria, England. Er entsteht an der Nordseite des High Park und fließt zunächst in westlicher Richtung. Nach der Keekle High Bridge wendet der Fluss sich in südlicher Richtung. Er fließt am nordwestlichen Rand von Cleator Moor und mündet westlich von Cleator in den River Ehen.